# Saint-Georges-sur-Moulon
Saint-Georges-sur-Moulon är en kommun i departementet Cher i regionen Centre-Val de Loire i de centrala delarna av Frankrike. Kommunen ligger  i kantonen Saint-Martin-d'Auxigny som tillhör arrondissementet Bourges. År 2022 hade Saint-Georges-sur-Moulon 722 invånare.

## Befolkningsutveckling
Antalet invånare i kommunen Saint-Georges-sur-Moulon
Referens:INSEE